# Johann Andreas Naumann
Pour les articles homonymes, voir Naumann.
Johann Andreas Naumann est un ornithologue allemand, né le 13 avril 1744 à Ziebigk, ville près de Köthen et mort le 15 mai 1826.

## Biographie
Ce paysan est l’auteur de deux petits livres sur les oiseaux intitulés Der Vogelsteller (1789) et Der Philosophische Bauer oder Antleitung die Natur durch Beobachtung und Versuche zu erforschen (1791). Ils seront suivis en 1797 de Ausführliche Beschreibung aller Wald – Feld – und Wasser-Vögel welche sind in den Anhaltischen Fürstenthümmern et Naturgeschichte der Land – und Wasser-Vögel der nordlichen Deutschlands und angrenzender Lander nach eigenen Erfahrungen entworfen, und nach dem Leben gezeichnet von J.A. Naumann.
Il a trois fils et une fille. Deux de ses fils deviendront également des ornithologues : Carl Andreas Naumann (1786-1854) et Johann Friedrich Naumann (1780-1857). Ce dernier va associer le nom de son père à l’un de ses ouvrages qu’il publie de 1820 à 1844.

## Source
- Maurice Boubier, L’Évolution de l’ornithologie, Paris, Alcan, coll. « Nouvelle collection scientifique », 1925, ii + 308